# Rocky Point (Montana)
Rocky Point – jednostka osadnicza w Stanach Zjednoczonych, w stanie Montana, w hrabstwie Lake.